# Glubb Pascià
Sir John Bagot Glubb, meglio noto come Glubb Pascià (Preston, 16 aprile 1897 – Mayfield, 17 marzo 1986), è stato un generale britannico, conosciuto per aver comandato e addestrato la Legione araba transgiordana tra il 1939 e il 1956.

## Biografia
Durante la prima guerra mondiale servì in Francia e fu poi trasferito nel 1920 in Iraq, governato all'epoca dalla Gran Bretagna, sotto forma di Mandato, secondo le disposizioni della Lega delle Nazioni.
Educato nel Cheltenham College, entrò nel corpo del Genio nel 1915 e divenne ufficiale della Legione araba nel 1930. L'anno seguente costituì la Pattuglia del Deserto — una forza consistente esclusivamente di beduini — per metter freno ai problemi provocati dalle incursioni che affliggevano la parte meridionale della Transgiordania. Nel giro di pochi anni convinse i beduini ad abbandonare le loro usanze di depredare le tribù circonvicine.
Nel 1939, Glubb succedette a Frederick G. Peake in qualità di comandante della Legione Araba. Durante questo periodo egli trasformò il corpo nella forza militare meglio addestrata di tutto il mondo arabo.
Secondo l'Encyclopaedia of the Orient:
Glubb si servì in vario modo della Legione Araba, l'esercito della Transgiordania. Durante la seconda guerra mondiale egli guidò attacchi contro gli esponenti nazionalisti in Iraq, così come contro il regime di Vichy che controllava il Libano e la Siria.»
Il 15 maggio 1948, Glubb - chiamato dagli Arabi Abū Hunayk (Quella dalla mascella storta) - guidò la Legione Araba attraverso il Giordano per occupare la sponda occidentale cisgiordanica, non attendendosi di combattere a causa di malintesi fra l'Agenzia ebraica e ‘Abd Allāh. Secondo lo storico israeliano, naturalizzato britannico, Avi Shlaim:
Glubb rimase in carica nella difesa della Sponda Occidentale fino all'armistizio del marzo del 1949, e come comandante della Legione Araba fino al 1º marzo 1956, quando re Husayn ne chiese le dimissioni per marcare la distanza che egli voleva porre fra sé e la Gran Bretagna e per dimostrare ai nazionalisti arabi che Glubb non governava la Giordania.

Divergenze fra Glubb e Husayn erano diventate evidenti fin dal 1952, specie sulla questione del dispositivo di difesa militare, sulla promozione di ufficiali arabi e sul finanziamento della Legione Araba. Malgrado le sue dimissioni, che erano state imposte dall'opinione pubblica, egli rimase un intimo amico del sovrano. Trascorse il resto della sua vita scrivendo libri e articoli, molti dei quali sul Vicino Oriente e sulle sue esperienze con gli Arabi.

## Famiglia
Nel 1938 Glubb sposò Muriel Rosemary Forbes, figlia del medico James Graham Forbes. La coppia ebbe un figlio, Godfrey (così chiamato a causa del primo sovrano crociato, Goffredo di Buglione), nato a Gerusalemme nel 1939, e adottò una fanciulla beduina nel 1944 e un'altra bimba e un bimbo (entrambi rifugiati palestinesi) furono adottati nel 1947. Sir John morì nel 1986 nella sua casa di East Mayfield, Sussex, e fu sepolto nel cortile della St. Dunstan's Church del villaggio.
Lady Glubb morì nel settembre 2005 e fu seppellita accanto al marito. Il loro figlio, Godfrey, si convertì all'Islam da giovane e prese il nome di Fāris (lett. "cavaliere"), diventando un importante giornalista e ricercatore esperto circa la questione palestinese. Rimase ucciso in un incidente occorsogli in Kuwait nell'aprile del 2004.

## Scritti
- The Story of the Arab Legion, Hodder & Stoughton, 1948 rist. Capo Press, 1976).
- A Soldier with the Arabs, Harper, 1957.
- Britain and the Arabs: A Study of Fifty Years, 1908 to 1958, Hodder & Stoughton, 1959.
- War in the Desert: An R.A.F. Frontier Campaign, Hodder & Stoughton, 1960, Norton, 1961.
- The Great Arab Conquests, J.B.G. Ltd. - Hodder & Stoughton, 1963 (trad. italiana Le grandi conquiste arabe, Milano, Aldo Martello Ed., 1963).
- The Empire of the Arabs, Hodder & Stoughton, 1963, Prentice-Hall, 1964.
- The Course of Empire: The Arabs and Their Successors, Hodder & Stoughton, 1965, Prentice-Hall, 1966.
- The Lost Centuries: From the Muslim Empires to the Renaissance of Europe, 1145-1453, Hodder & Stoughton, 1966, Prentice-Hall, 1967.
- Syria, Lebanon and Jordan, Walker & Co., 1967.
- The Middle East Crisis: A Personal Interpretation, Hodder & Stoughton, 1967.
- A Short History of the Arab Peoples, Stein & Day, 1969.
- The Life and Times of Muhammad, Stein & Day, 1970.
- Peace in the Holy Land: An Historical Analysis of the Palestine Problem, Hodder & Stoughton, 1971.
- Soldiers of Fortune: The Story of the Mamlukes, Stein & Day, 1973.
- Haroon Al Rasheed and the Great Abbasids, Hodder & Stoughton, 1976.
- Into Battle: A Soldier's Diary of the Great War, Cassell, 1977.
- The Fate of Empires and Search for Survival, Blackwood (Edinburgh), 1978.
- Arabian Adventures: Ten Years of Joyful Service, Cassell (London), 1978.
- The Changing Scenes of Life: An Autobiography, Quartet Books (London), 1983.